# John Runciman
John Runciman (Edimburgo, 1744 – Napoli, 1768 o 1769) è stato un pittore scozzese, autore di dipinti a tema biblico e letterario.
Tra le sue opere vanno ricordate Fuga in Egitto e Re Lear nella Tempesta, entrambe conservati nella Galleria nazionale di Scozia.

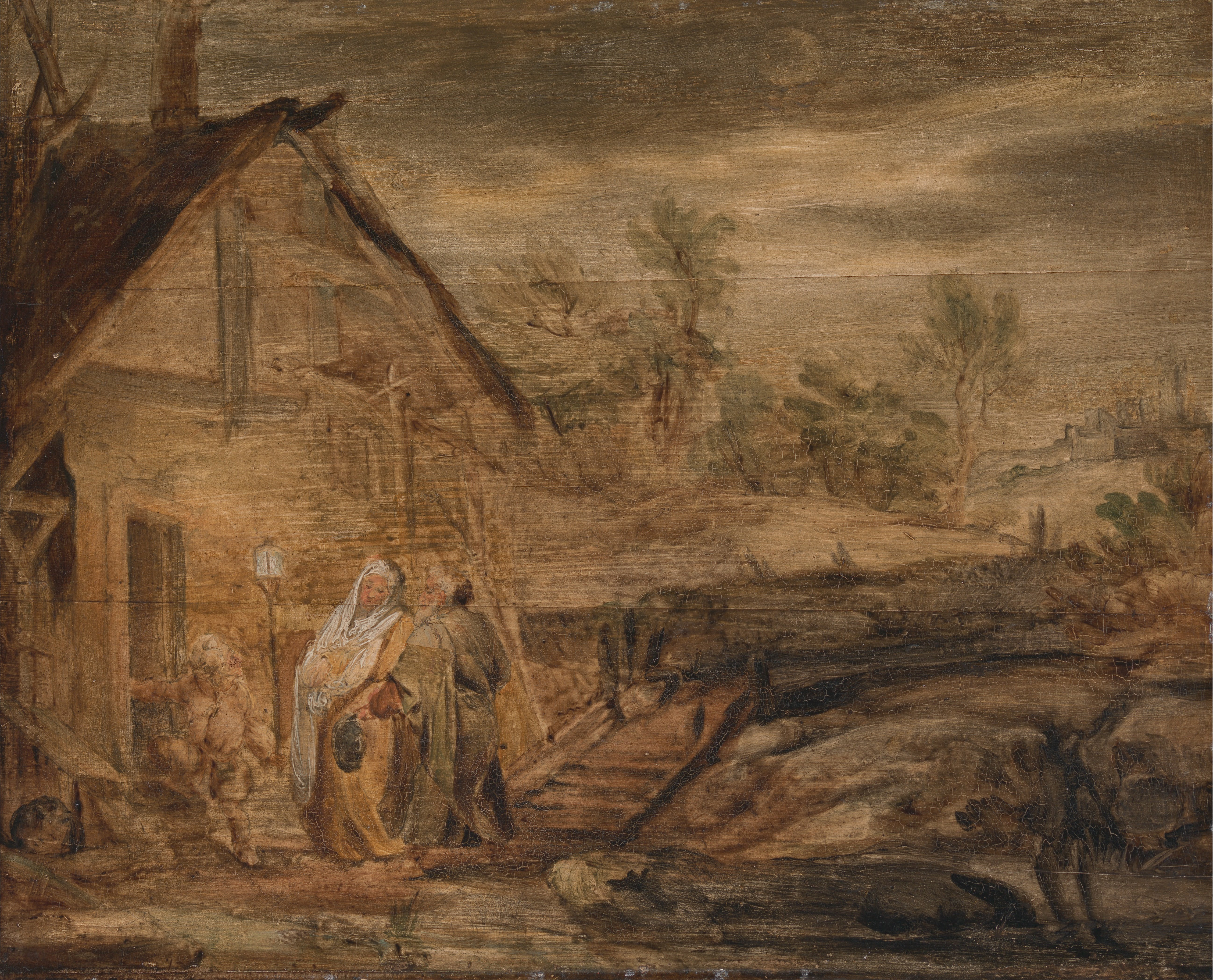
Maria e Giuseppe fuori dalla porta

## Vita
Nato a Edimburgo, era il fratello minore del pittore Alexander Runciman. Il suo primo dipinto a noi noto, risalente al 1764, ritrare la demolizione di una delle più antiche porte di Edimburgo. Proprio a Edimburgo realizzò dipinti a olio a tema religioso, tra cui la Fuga in Egitto, che mostra di subire l'influenza di Rembrandt. Nel 1767 realizza una delle sue opere maggiori, Re Lear nella Tempesta, ispirato al Re Lear di William Shakespeare, che mostra il sovrano che con tranquillità fronteggia una terribile tempesta in mare. Nel 1767 si trasferisce a Londra e dopo pochi mesi a Roma, dove produce diverse opere tra cui Il ritorno del figliol prodigo. Contrae la tubercolosi nel 1768 e distrugge diverse sue opere. Muore a Napoli nel 1768 o nel 1769.